# Dominique Méliand
Dominique Méliand, né le 2 avril 1947 à Ceton (Orne), ancien pilote moto, est le fondateur du Team Suzuki Endurance Racing Team. Il participe activement à la réussite de l'équipe devenue une référence depuis plus de 30 ans et 13 titres de Champion du monde d’Endurance moto,.

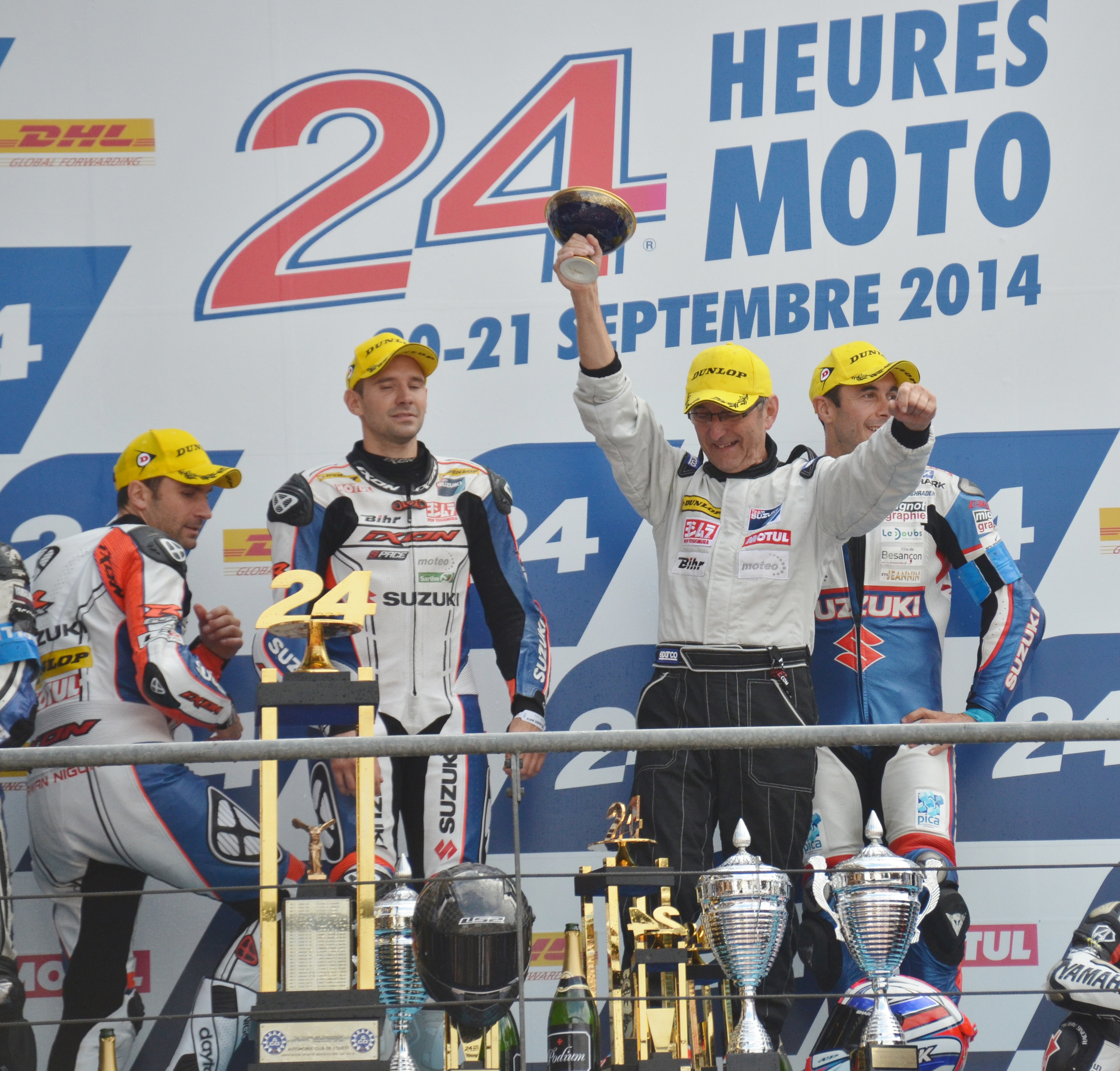
Dominique Méliand aux 24 Heures Moto 2014.

## Biographie
Après des études à Lyon en 1964-65, il rentre chez Gaz de France à Versailles. En 1965, il achète une moto de route sans envisager faire de la compétition, mais un ami insistant a réussi à le convaincre de s'inscrire dans une école de pilotage qui venait d'ouvrir au circuit Bugatti du Mans. En 1968, le Manceau prend le guidon de machines de course en endurance. C'est à l'occasion du Bol d'or en 1970 qu'il se fait connaître, sur une Triumph semi-officielle, grâce à la première course moto retransmise à la télévision française. En 1975, il s'oriente vers la mécanique moto, tout en continuant son emploi chez Gaz de France. Par la suite, il vit un drame, avec le décès sur la route de son meilleur ami[réf. nécessaire]. L'année 1980 lui permet de remporter le Bol d'or sur le circuit Paul-Ricard au Castellet, et à la suite de cette victoire, les dirigeants de Suzuki lui proposent la direction de leur écurie de course. Dans un premier temps, il refuse cette offre puis se ravise et finit par accepter. Il démissionne alors de Gaz de France après 16 années au sein de l'entreprise. Depuis 1981, il est le patron du SERT.
Il a fortement contribué à hisser Vincent Philippe, pilote du SERT, au plus haut niveau, ce dernier ayant déjà glané 8 titres mondiaux de 2005 à 2013,,,,,,,.